# Culture Jamming
Culture Jamming ist eine sich mit Werbung beschäftigende Kunstform, die sich selbst als gegen die herkömmliche Werbung gerichtet versteht. Der Begriff wurde maßgeblich durch den Autor Kalle Lasn geprägt. Beim Culture Jamming werden Strategien und Formen, aber auch konkrete Beispiele aus der herkömmlichen Produktwerbung übernommen, karikiert und teils ins Absurde geführt. Es werden aber auch bewusst Inhalte mit einbezogen, die in der eigentlichen Werbung nicht vorkommen oder sogar von ihr überdeckt werden sollen. Intention ist dabei meist eine Kritik der durch Werbung erzeugten Bilder und Meinungen, aber auch grundsätzlich der manipulativen Seite von Werbung. So entstehen vermeintliche Werbespots und Plakate, die die Sprache der Werbeindustrie perfekt beherrschen, ihre Semantik jedoch komplett umkehren. Vertreter des Culture Jamming bezeichnen sich selbst auch als Adbusters.
Gegründet in Kanada, hat diese Art der Konsumkritik mittlerweile weltweit Anhänger. Seit dem Erscheinen des Buches zur Jahrtausendwende haben sich die darin beschriebenen Methoden weiterentwickelt. Neben parodistischen Kurzvideos werden heute gerne Werbesujets und Logos verfremdet, online gestellt oder über Soziale Medien verbreitet. Kritik an Adbusters kommt von Markengegnern, die der Meinung sind, dass auch eine verfremdete Präsenz den Marken zusätzliche Aufmerksamkeit bringe, die eigentlich ungewollt sei.